# Scheloribates guhitanus
Scheloribates guhitanus är en kvalsterart som beskrevs av Corpuz-Raros 1980. Scheloribates guhitanus ingår i släktet Scheloribates och familjen Scheloribatidae. Inga underarter finns listade i Catalogue of Life.